# Route nationale 704
Die Route nationale 704, kurz N 704 oder RN 704, war eine französische Nationalstraße, die von 1933 bis 1973 in zwei Teilen zwischen Limoges und einer Straßenkreuzung mit der ehemaligen Nationalstraße 20 südöstlich von Gourdon verlief. Sie stellte somit in diesem Bereich eine Alternative für die Nationalstraße 20 dar. Ihre Gesamtlänge betrug 160 Kilometer.

## N 704a
Die Route nationale 704A, kurz N 704A oder RN 704A, war eine französische Nationalstraße und zugleich von 1933 bis 1973 ein Seitenast der Nationalstraße 704, der von dieser südöstlich von Sarlat-la-Canéda abzweigte und zur Nationalstraße 703 führte. Die Gesamtlänge betrug 7 Kilometer.